# Список герцогов Бургундии

Список правителей герцогства Бургундия, возникшего на территориях, ранее частично занимаемых королевством Бургундия. 

## Герцоги

### Бозониды/Бивиниды
Первым маркграфом (marchio), позже герцогом (dux) Бургундии был Ричард, герцогство которого образовалось слиянием нескольких округов королевства Прованс, которое принадлежало его брату Бозону Вьеннскому. Его потомки правили герцогством, пока оно не было аннексировано французской короной, сюзереном Бургундии, примерно век спустя.
- Ричард II Заступник (Richard le Justicier) (880—921)
- Рауль (Raoul de France) (921—923) — затем король Франции
- Гуго Чёрный (Hugues le Noir) (923—952)

### 1-й домВержи
- Жильбер (Gilbert de Chalon) (952—956)

### Робертины
- Оттон Бургундский (956—965)
- Эд-Генрих (965—1002)

### Иврейская династия
- Отто-Гильом (1002—1004)

### Капетинги
В 1004 году герцогство Бургундия было аннексировано королём Франции. Оттон-Гильом продолжал править тем, что назвали "Вольное графство" Бургундия (Франш-Конте): его потомки положили начало другой бургундской династии (Иврейский дом, Maison d’Ivrée, Anscarids).
Титул «Герцог Бургундский» входил в состав титула королей Франции:
- Роберт II, король Франции (1004—1016)
- Генрих I, король Франции (1016—1032)

### Бургундская династия
Эта Бургундская династия была младшей ветвью династии Капетингов. Она ведет своё начало от младшего брата Генриха I Французского, по имени Роберт. Большинство герцогов этого рода носило имена Гуго или Эд (также произносится как «Одо»)
- Роберт I Старый (1032—1076)
- Гуго (Юг) I (1076—1079)
- Эд I Красный (1079—1103)
- Гуго (Юг) II Тихий (1103—1143)
- Эд II (1143—1162)
- Гуго (Юг) III (1162—1192)
- Эд III (1192—1218)
- Гуго (Юг) IV (1218—1271)
- Роберт II (1272—1306)
- Гуго (Юг) V (1306—1315)
- Эд IV (1315—1349)
- Филипп I Руврский (1349—1361)

### Дом Валуа
Последний из прямых потомков Роберта I оставил герцогство кровному родственнику — королю Франции Иоанну II Доброму.
- Жан I Добрый (1361—1363), также король Франции (Иоанн II Добрый)
- Филипп II Толстый (Смелый) (1363—1404)
- Жан II Бесстрашный (1404—1419)
- Филипп III Добрый (1419—1467)
- Карл I Смелый (1467—1477)
- Мария I Богатая (1477—1482)

### Династия Габсбургов
В 1477 территория герцогства Бургундского была аннексирована Францией. В том же году Мария Богатая вышла замуж за Максимилиана Габсбурга, отдав его роду контроль за остатками бургундского наследия.
Хотя собственно герцогство Бургундия оставалась в руках Франции, Габсбурги контролировали оставшуюся часть бургундского наследства, а именно Австрийские Нидерланды (примерно соответствующие современной Бельгии) и Вольное графство Бургундия (Франш-Конте), до тех пор пока в конце XVIII в. Австрийские Нидерланды не были захвачены Французской республикой.
Титул «Герцог Бургундский» входил в состав титула:

#### Испанские Габсбурги
- Максимилиан I (1477—1482 со своей супругой; регент 1482—1494)
- Филипп IV Красивый (1482—1506)
- Карл II (1506—1555)
- Филипп V (1555—1598)
- Филипп VI (1598—1621)
- Филипп VII (1621—1665)
- Карлос III (1665—1700)

##### Испанские Бурбоны
(Как правопреемники испанских Габсбургов).
- Филипп VIII (1700—1713)
- Хуан Карлос I (1975—2014)
- Филипп IX (с 2014 по настоящее время)
- Луис Альфонсо, герцог Анжуйский (с 2010 по настоящее время) как легитимистсткий претендент на французский престол.

#### Австрийские Габсбурги
- Император Карл VI (Карл IV, герцог Бургундский) (1713—1740)
- Мария-Терезия (1740—1780)
- Иосиф II (Иосиф, герцог Бургундский) (1780—1790)
- Леопольд II (Леопольд, герцог Бургундский) (1790—1792)
- Франц II (Франц, герцог Бургундский) (1792—1795)

#### Французские Бурбоны
В то же самое время различные члены французской королевской фамилии, самым известным из которых был Людовик, герцог Бургундский (отец короля Людовика XV), также использовали этот титул.